# Замок у Висоцьку
Замок у Висоцьку — замок, збудований Єжи (Юрієм) Гольшанським Дубровицьким  .

## Розташування
Висоцьк оточують з одного боку води Горині та її притоки Баламутки, а з іншого річки Сирець. Таким чином утворюється острів, що сполучається з берегом мостами та дамбами. На високій горі, що може бути рукотворною, стоїть панський будинок, колишній замок, і саме цій висоті місцевість завдячує своєю назвою.

## Власники
Спочатку належав русинським князям Дубровицьким . Серед них відомий в історії Гліб Юрійович, князь Дубровицький , правнук Святополка Ізяславича , який брав участь у знаменитій Джерельській битві великого князя київського Святослава Вселоводовича з половецьким князем Кобяком. Другий князь, Олександр Всеволодович Дубровицький, став не менш відомим своєю славною загибеллю в битві на річці Калці  . Із завоюванням Русі монголами райони Надгір’я зникли, і тільки коли з часом Литва, вигнавши татар, стала спадкоємицею руських земель, зниклі міста Надгір’я знову починають відроджуватися. У XV столітті Дубровиця стала власністю Корони, якою керували намісники з руки господаря. Відомо, що 1467 р. таким намісником був смоленський окольничий Тимофій Володимирович  князь Мосальський. Незабаром господар подарував маєток князям Ольгімунтовичам Гольшанським  . Цей маєток був величезного розміру, він займав всю площу колишнього Дубровицького князівства, бо складався з т. зв. Дубровицького "дзвону" (тут слово «дзвін» збігається зі значенням парафії, ключа), зі Століна, Сехува (сьогодні Томашгород), Стрільська, Кураша та Висоцька  . Немає жодної інформації, хто з князів Гольшанських отримав ці володіння з панської ласки й до якого року відносити цей дарунок . . .  

## Історія
Князь Єжи (Юрій) Гольшанський Дубровицький вирішив жити в місцевому замку, який він, ймовірно, збудував. Він назвав його Вишгородом, тому що споруда розміщувалася на височині, або, можливо, через спогади про ті відомі місцеві фортеці, які процвітали за часів Варязької Русі  . Князь Єжи Гольшанський Дубровицький заповів замок у Висоцьку своїй дружині у заповіті, складеному в присутності свідків у замку у Висоцьку (Вишгород) у 1573 році. Наступним власником був Богдан, князь Соломирецький, гербу Равич. Сина Івана помилково отруїла мати, якій не сподобалося його знайомство з відлюдником Молодем, що жив у лісовому скиту неподалік від Висоцька. Коли молодий князь запросив відлюдника в замок, княгиня приготувала смачну страву, але відлюдник відмовився її їсти. Молодий князь, сидячи за столом поруч із пустельником, схопив страву й з’їв. Їжа була отруєна і княгиня замість відлюдника отруїла свого сина  .
У 1640 році пожежа знищила замок і домашній архів князів Дубровицьких і Соломирецьких. У відбудованому замку 1 лютого 1646 р. відбувся поділ спадщини між чотирма сестрами князя Яна Владислава Соломирецького, який помер бездітним у 1640 році. Місто і замок успадкувала Анна Енґрація, дружина каштеляна Венденського Генрика Кашовського. 1654 року татари перетворили захоплений замок на попіл, а Кашовського з дружиною вивезли до Криму . Каштелян Кашовський, повернувшись з полону у зруйнований татарами замок, не став його відбудовувати. Під час розкопок під підлогою цього замку було знайдено багато людських черепів і скелетів. Пізніший спадкоємець маєтку писав, що, звівши будинок, він поставив його на людській Голгофі  .

## Архітектура, інтер'єр
У люстрації від 20 січня 1774 року зазначено: до замку вів міст через рів, який оперізував сам замок. Замок складався з кількох будівель, тобто головної резиденції та прибудови. У головній резиденції вікна були у свинцевих рамах, а печі викладені  зеленими кахлями. Далі були кухня, льодовня, місце для в'ялення риби, стайня і пивоварня над притокою  .